# Брейддальсвик (деревня)
Брейддальсвик (исл. Breiðdalsvík, исландское произношение: [ˈpreiðˌtalsˌviːk]; дословно — «бухта широкой долины») — небольшая деревня на востоке Исландии в регионе Эйстюрланд.

## Характеристика
Брейддальсвик находится на северном берегу одноименной бухты, в 92 километрах к юго-западу от города Эйильсстадир и 161 км от Хёбна. Возле деревни проходит дорога государственного значения Хрингвегюр 1 и дорога регионального значения Скриддальсвегюр 95.
Первое строение на территории будущей деревни появилось в 1880 году. Спустя 3 года это место получило торговые права и уже в 1889 году исландское торговое сообщество Граунюфьелайид построило здесь свои склады. В 1896 году торговый кооператив Brynesverslun из Сейдисфьордюра построил свою факторию на вершине мыса Сельнес. Через десять лет фактория сгорела, в 1907 на её месте построили новое здание, которое на данный момент является самым старым в деревне. Статус населенного пункта Брейддальсвик получил в 1960 году.
В деревне находится геологический центр Института естествознания Исландии, Музей камня и мемориал Стефауну Эйнарссону, профессору Университета Джонса Хопкинса в США, родом из Брейддальсвика. В деревне есть гостиница, школа, бассейн, магазин и автомастерская. Возле Брейддальсвика, на мысе Мельейри, расположен аэропорт местного значения.
Основным занятием жителей деревни является рыболовство, а также услуги туристам, что является растущей отраслью.

## Население
Источник: Mannfjöldi eftir þéttbýlisstöðum, kyni og aldri 1. janúar 2001-2022 (исл.). hagstofa.is. Reykjavík: Hagstofa Íslands [Статистическая служба Исландии]. Дата обращения: 11 сентября 2022.

## Галерея

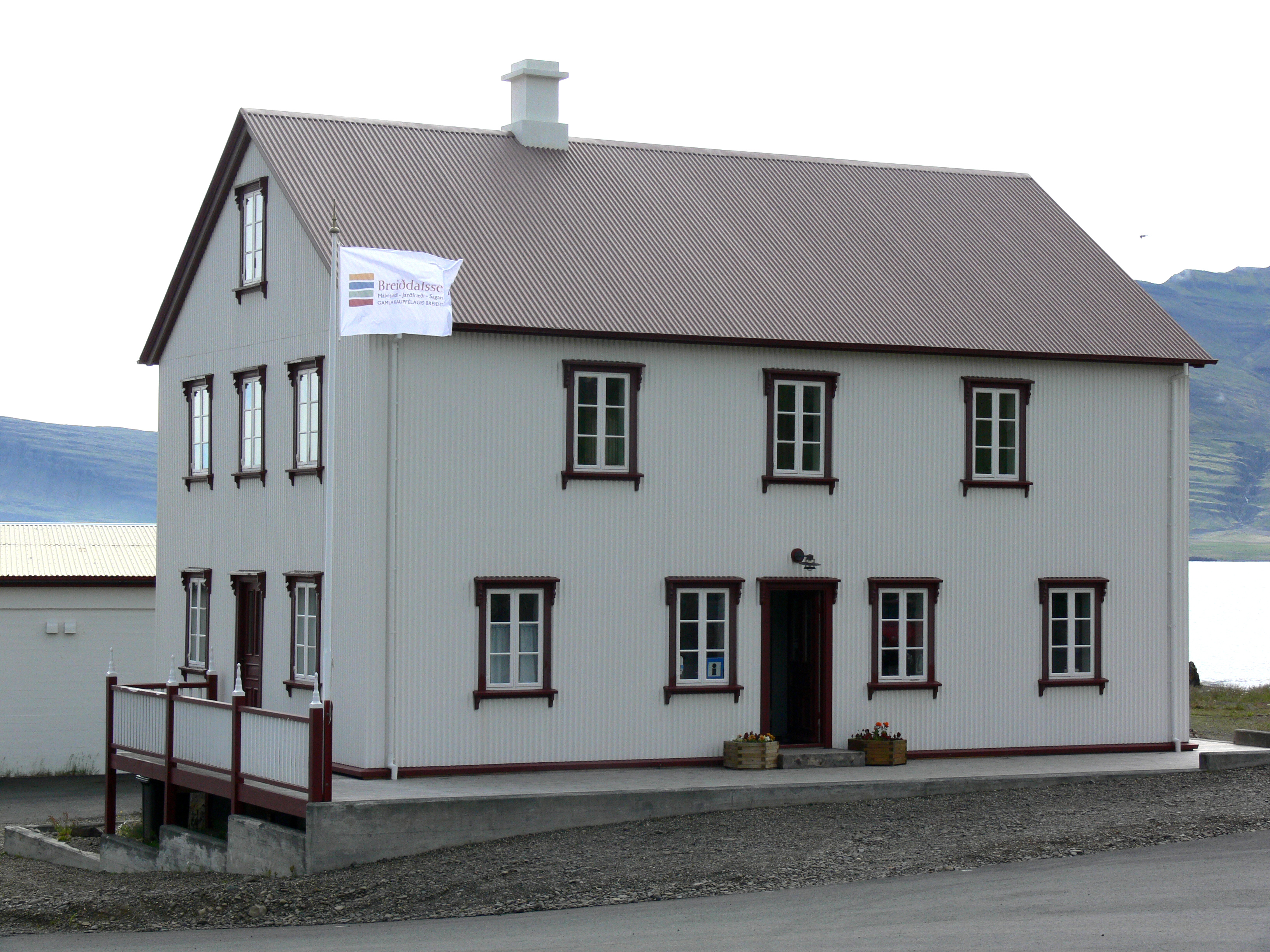
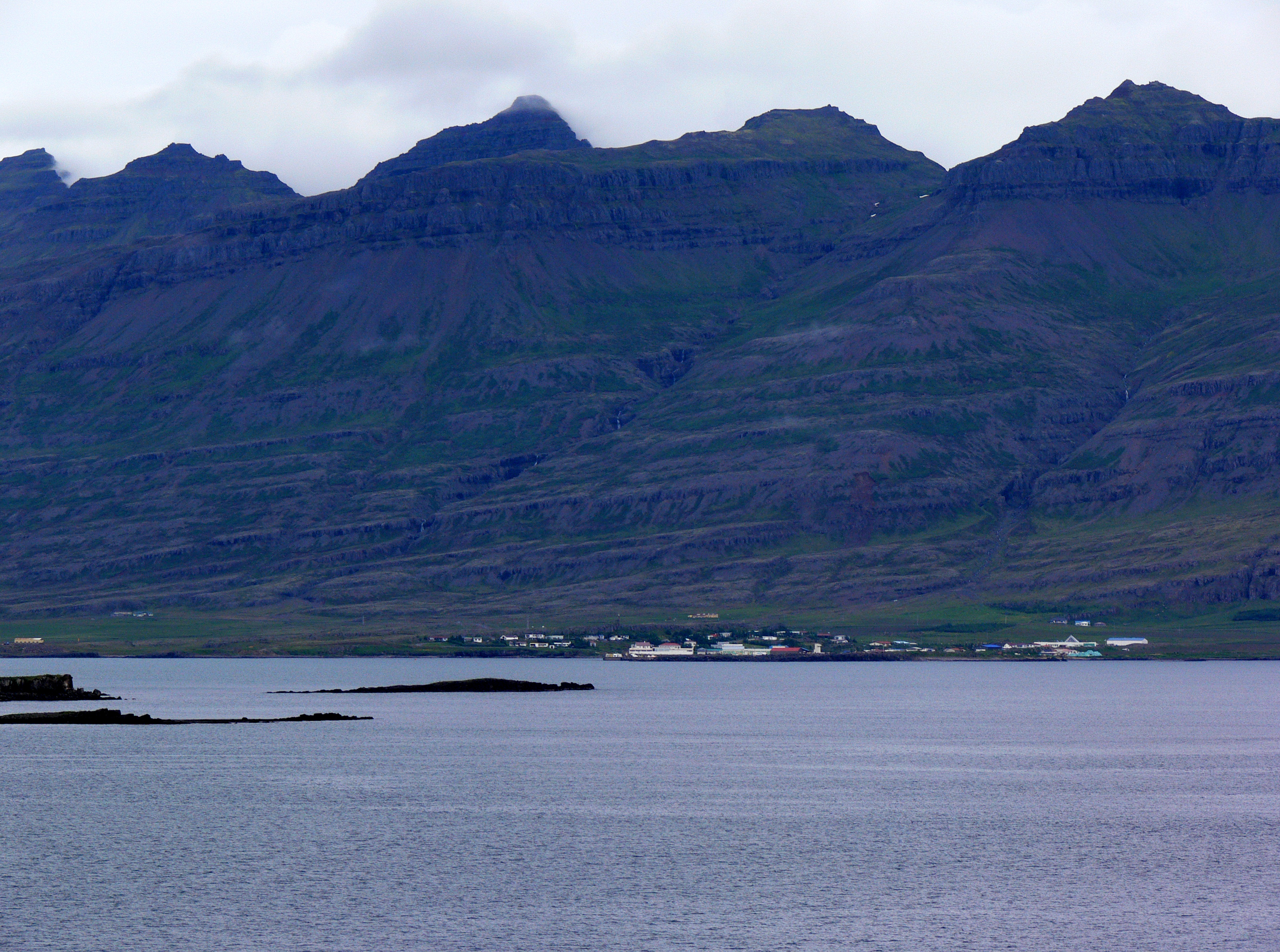
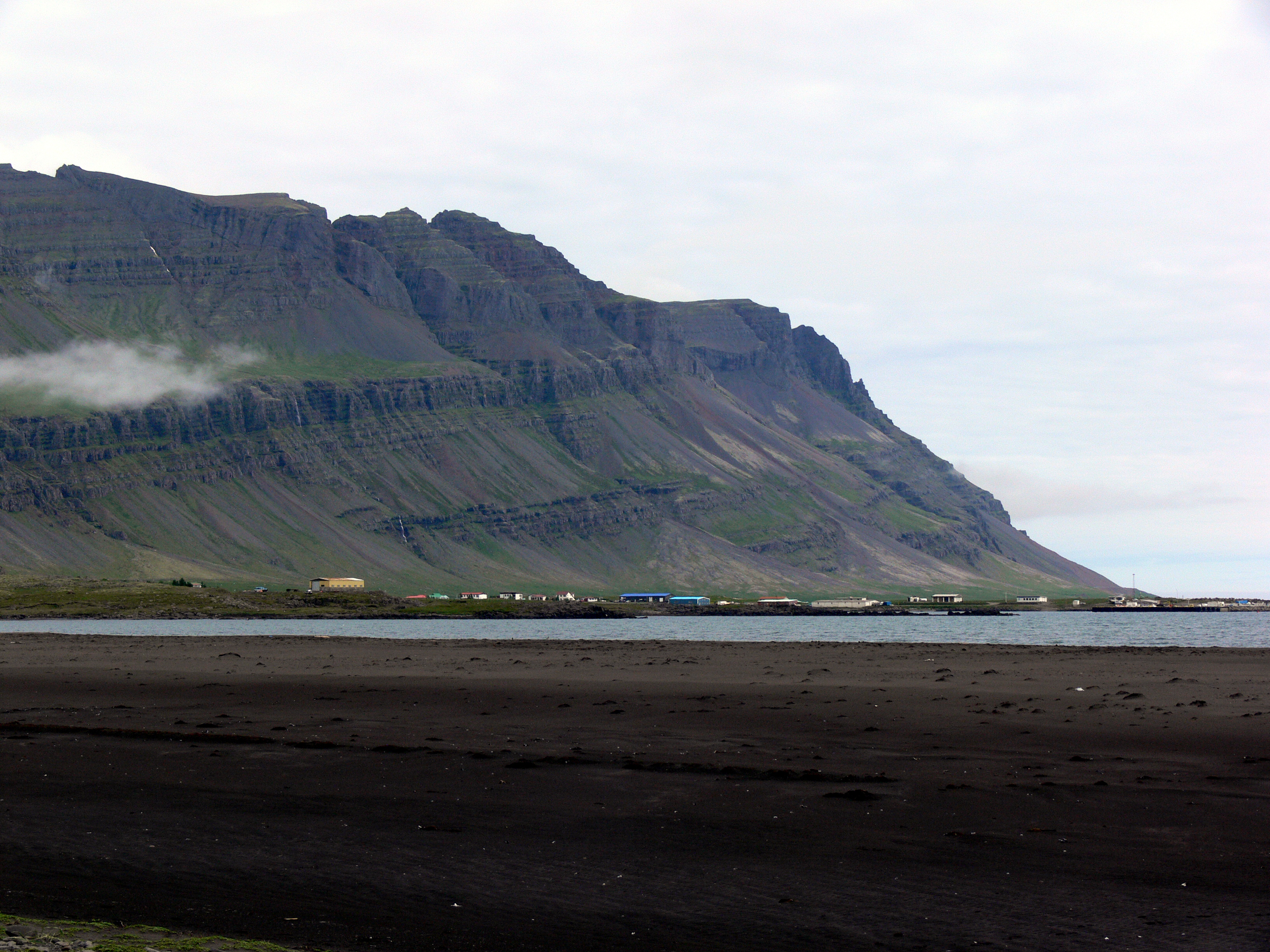
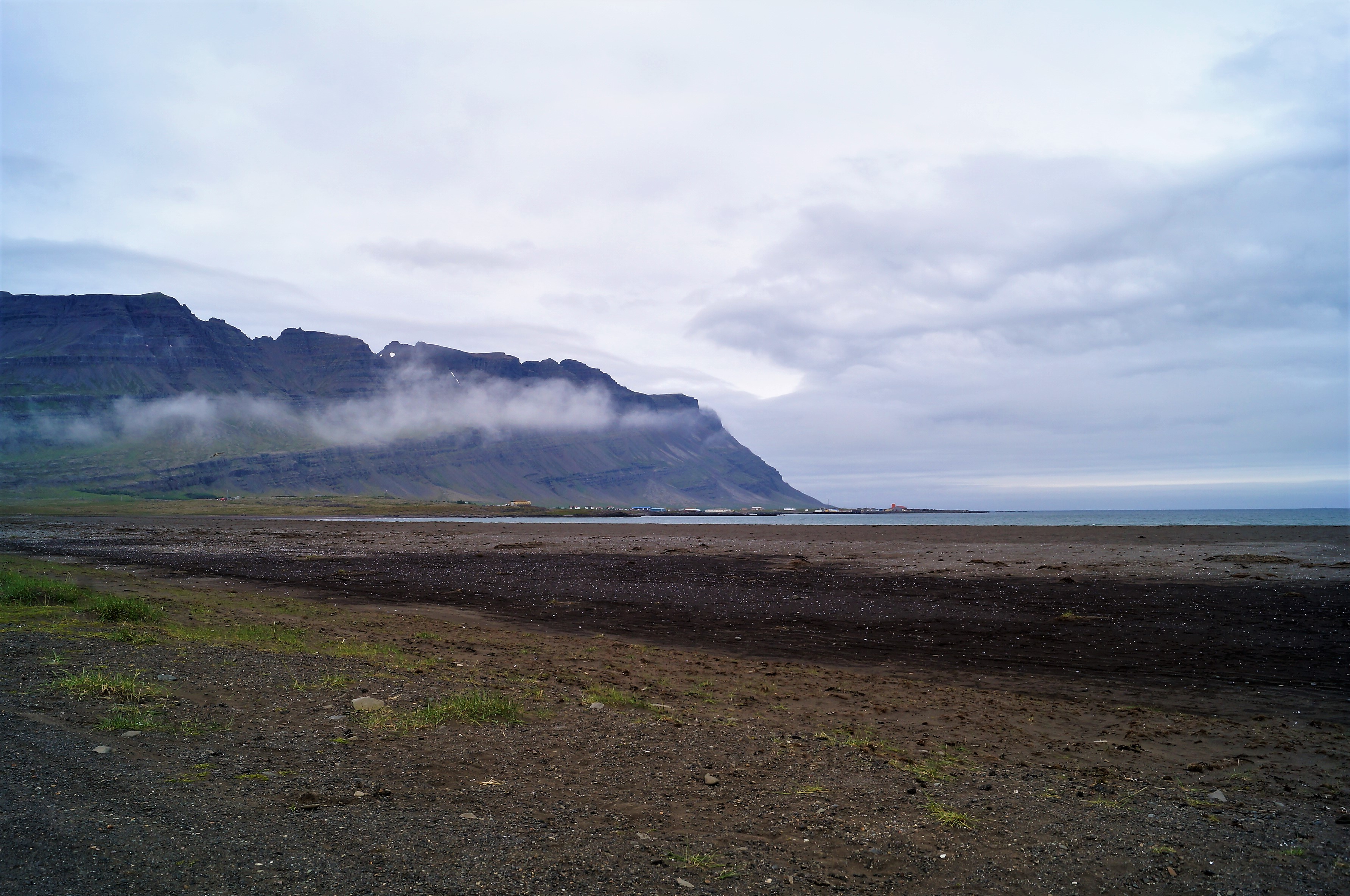
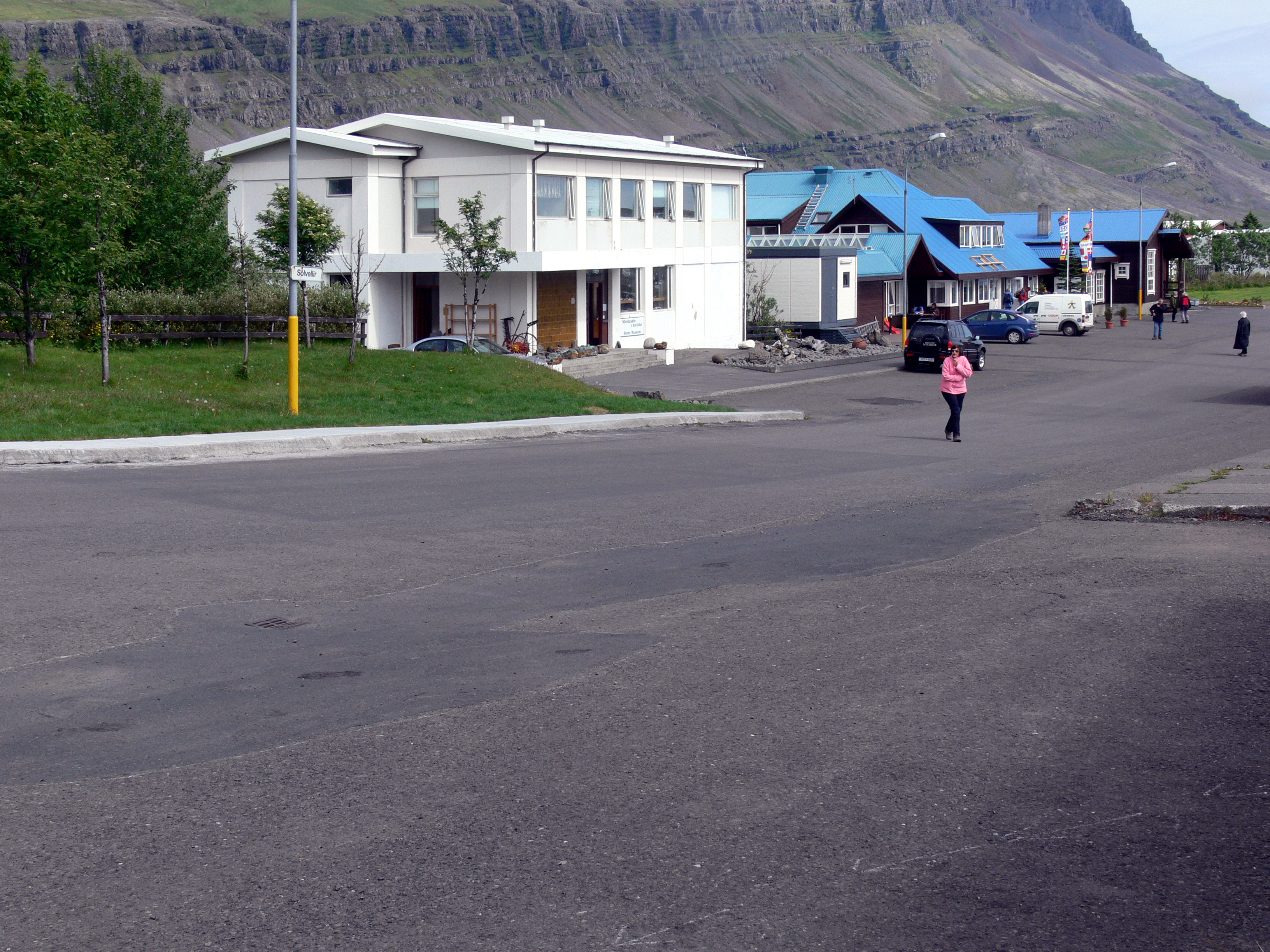